# Perry Kitchen
Perry Allen Kitchen (Indianápolis, 29 de fevereiro de 1992) é um futebolista norte-americano que atua como volante. Atualmente defende o Columbus Crew SC.

## Títulos

### Clube
Akron Zips
- NCAA Division I Men's Soccer Championship: 2010

D.C. United
- Lamar Hunt U.S. Open Cup: 2013

### Seleção Americana
- Milk Cup: 2010